# Kościół św. św. Joachima i Anny we Włodzimierzu
Kościół św. św. Joachima i Anny we Włodzimierzu – rzymskokatolicki parafialny kościół we Włodzimierzu.
Pierwsza świątynia katolicka na miejscu dzisiejszego kościoła powstała na koszt księżnej Anny Zbaraskiej w 1554. Był to obiekt drewniany. Budynek spłonął w 1736. Od 1751 świątynią we Włodzimierzu opiekował się Zakon Braci Mniejszych Kapucynów, który rok później wzniósł kościół murowany. Kilkakrotnie padał on ofiarą pożarów, po czym był odbudowywany w uzyskanych w połowie XVIII w. formach nawiązujących do baroku wileńskiego. W 1752 obiekt poświęcił biskup Adam Wojna Orański. Według legendy, w 1794 w klasztorze przylegającym do kościoła ukryte zostały kosztowności należące niegdyś do skarbu I Rzeczypospolitej. Po II wojnie światowej obiekt został zdewastowany (zniszczeniu uległy organy i ołtarz główny), a następnie zaadaptowany na kawiarnię i salę koncertową.
Katolicy odzyskali kościół dopiero po upadku ZSRR. Pierwszą mszę świętą po zamknięciu odprawiono po rekonsekracji świątyni 3 stycznia 1992. Od tego czasu opiekę nad kościołem i parafią sprawują OO. Karmelici trzewiczkowi, a proboszczem nieprzerwanie jest O. Lech Koszlaga OCarm.
Kościół jest trójnawową, dwuwieżową bazyliką. Jego fasadę wieńczy trójkątny szczyt oparty na pilastrach. W nawach i podziemiach świątyni widoczne są sklepienia krzyżowe i kolebkowe. Został wpisany do rejestru zabytków o znaczeniu ogólnoukraińskim.